# 円照寺 (入間市)
圓照寺（えんしょうじ）は、埼玉県入間市野田にある真言宗智山派の寺院。

## 歴史
1205年（元久2年）、加治家茂の開基である。加治氏は武蔵七党の丹党の豪族であり、家茂は二俣川の戦いで戦死した父の家季の菩提を弔うために、円照を迎えて寺を創建した。寺号は開山の円照に由来する。
当寺には板碑を所蔵しており、国の重要文化財に指定されている。板碑は毎月21日の晴天時に公開されている。
板碑の一つに「元弘二年五月二十二日（1333年7月4日）」の銘が入ったものがある。これは一族の加治家貞（道峯禅門）を供養したもので、東勝寺合戦で得宗北条高時とともに討死した日である。

## 文化財
- 円照寺の板碑（重要文化財 昭和38年2月14日指定）[2]
- 円照寺裏墓跡出土蔵骨器及び板石塔婆（埼玉県指定有形文化財 平成7年3月17日指定）[3]
- 円照寺不動堂付棟札（入間市指定文化財 昭和58年4月22日指定）[4]

## 交通アクセス
- 元加治駅より徒歩2分。